# Quadrat del Pegàs
El Gran Quadrant de Pegàs o Quadrat de Pegàs és un asterisme (o pseudoconstel·lació) visible durant la tardor de l'hemisferi nord. Forma part dels anomenats "asterismes estacionals" juntament amb el Triangle d'estiu, l'Hexàgon hivernal i el Diamant de Virgo que apareix a la primavera.
L'asterisme està format per Markab (α Pegasi), Scheat (β Pegasi), γ Pegasi i Alpheratz (α Andromedae). La figura també és útil com a apuntadora per a alguns objectes celestes d'importància: així, si se segueix l'eix que uneix α Pegasi amb α Andromedae, en direcció d'aquesta última, es pot arribar a la gran galàxia d'Andròmeda M31, mentre que per l'altre costat s'arriba al cúmul M15. Si s'estén l'eix que uneix β Pegasi amb α Andromedae 2 vegades, s'arriba a M33, la galàxia del Triangle.
Per la seva proximitat a l'equador celeste (que és una projecció de l'equador terrestre) és fàcilment recognoscible en la major part de la Terra, exceptuant latituds més enllà dels 45° sud. Aquesta figura és perfectament visible en el cel des de setembre fins a novembre.